# Maria Salvador
Maria Salvador è un singolo del rapper italiano J-Ax, pubblicato il 24 aprile 2015 come terzo estratto dal quinto album in studio Il bello d'esser brutti.

## Descrizione
Quindicesima traccia di Il bello d'esser brutti, Maria Salvador è stata prodotta dal duo Wlady & DS e ha visto la partecipazione del cantautore italiano Il Cile al ritornello. L'uscita della canzone segue di circa vent'anni quella di Ohi Maria degli Articolo 31 ed è stato notato come J-Ax, anche dopo lo scioglimento di quel gruppo musicale, sia rimasto un fautore di quelle che alcuni considerano le proprietà benefiche della marijuana. Il testo fa infatti riferimenti più o meno espliciti ad alcune droghe ed in particolare alla marijuana. Nel ritornello, cantato da Il Cile, con il termine tetraidro viene evocato il tetraidrocannabinolo, il principale principio attivo della cannabis indica.
Il 5 agosto è stato pubblicato per il download digitale un remix del brano curato da Molella e dal sopracitato Wlady.

## Video musicale
Il videoclip, prodotto da Gabriele Miradoli e diretto dagli The Astronauts, è stato pubblicato il 28 aprile 2015 attraverso il canale YouTube del rapper e girato a Milano. La versione radiofonica del brano, ascoltabile nel video, differisce da quella originale per alcune strofe. Le immagini, oltre a mettere in scena gli argomenti trattati nel testo, mettono in evidenza anche altri temi, come i social network e le nuove tecnologie.
Secondo i dati diffusi da YouTube, il video musicale di Maria Salvador è stato quello più visto in Italia nel 2015, seguito da Roma-Bangkok di Baby K.

## Accoglienza
Durante il 2015 il brano è divenuto un tormentone estivo, grazie a una buona sintesi tra rap e ritmo latino.
Stando al Secolo d'Italia, che ha preso atto della grande diffusione del brano con amarezza, il testo di Maria Salvador è «un inno alla droga» e avrebbe fornito un «assist prefetto alla maggioranza renziana e al PD» per i loro progetti di liberalizzazione delle droghe leggere.

## Tracce
1. Maria Salvador (feat. Il Cile) (Molella vs Wlady Remix) – 3:04 (testo: Alessandro Aleotti, Lorenzo Cilembrini – musica: Daniel Silvestri, Waldimiro Perrini)

## Classifiche
| Classifica (2015) | Posizione massima |
| ----------------- | ----------------- |
| Italia            | 2                 |
| Svizzera          | 44                |